# 貝勒武厄海灘

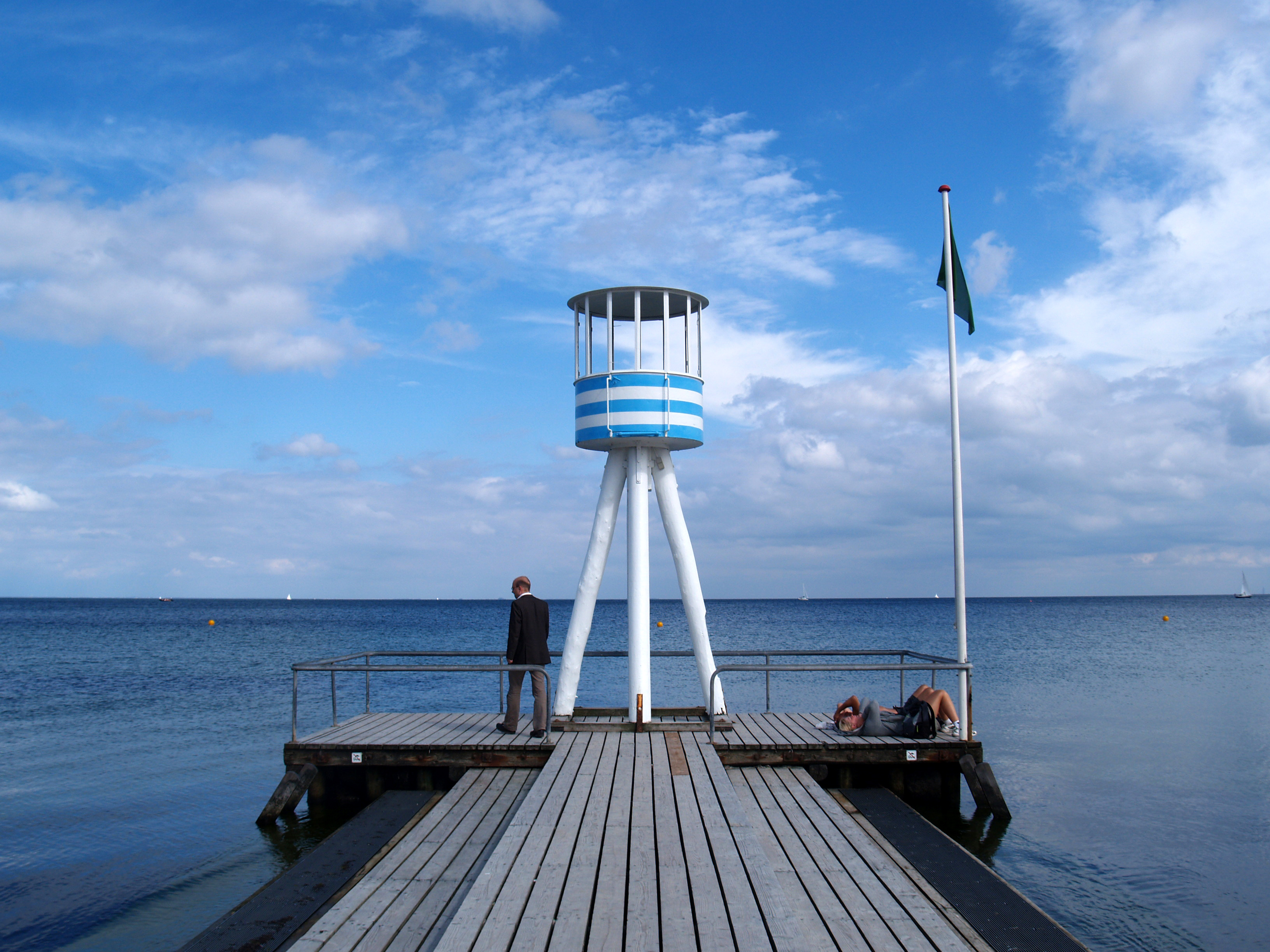

贝勒武厄海滩（丹麥語：Bellevue Strand）是位於丹麥首都哥本哈根以北Klampenborg的一處海灘，每年吸引50萬觀光客遊覽。

## 历史
丹麥的海濱度假自1930年代開始發達。贝勒武厄海滩是哥本哈根地區人氣最高的海灘之一，是一條全長700米的沙灘。